# Licio Gelli
Licio Gelli (ur. 21 kwietnia 1919 w Pistoia, zm. 15 grudnia 2015 w Arezzo) – włoski bankier, mason, polityk i przedsiębiorca. W czasie II wojny światowej działacz Narodowej Partii Faszystowskiej (1939–1943) i Republikańskiej Partii Faszystowskiej (1943–1945). Znany ze swej roli w skandalu wokół włoskiego banku Banco Ambrosiano (1982). W 1981 wyszło na jaw, że był mistrzem tajnej nielegalnej loży paramasońskiej Propaganda Due (P2).

## Życiorys
Urodził się 21 kwietnia 1919 w Pistoia w Toskanii w Królestwie Włoch. W latach 30. na ochotnika wstąpił do Milicji Faszystowskiej (tzw. Czarnych Koszul) i jako członek tej formacji został wysłany do Hiszpanii w ramach wsparcia dla Francisco Franco od Benito Mussoliniego w czasie hiszpańskiej wojny domowej.
Założył firmę zajmującą się importem tekstyliów.
W 1981 wyszło na jaw, że był mistrzem tajnej nielegalnej loży paramasońskiej Propaganda Due (P2) do której należeli czołowi włoscy wojskowi, oficerowie policji i wywiadu, a także prominentni bankierzy, biznesmeni, dziennikarze, urzędnicy państwowi oraz politycy. Propaganda Due urosła do rangi państwa w państwie i znacząco wpływała na włoskie życie publiczne. Organizacja pośrednio lub bezpośrednio jest związana z wieloma skandalami finansowymi oraz aktami terroru z lat 70. i 80. XX wieku (m.in. zabójstwo premiera Aldo Moro, sprawa Banco Ambrosiano, powiązania z mafią i Watykanem). W 1985 uciekł ze szwajcarskiego więzienia.
Zmarł 15 grudnia 2015 w Arezzo w Toskanii w wieku 96 lat.